# Eudo
Eudo (em francês:  Eudes) é um nome próprio francófono, de origem germânica, também utilizado como apelido familiar.

## Origem
O nome, que tem uma origem germânica, provem de Eudo, formado de eud ou euth.
O nome Otão (português europeu) ou Oto (português brasileiro) de origem germânica, terá raízes comuns com este nome (Eudo/Odo/Otto) 

## Variantes
O correto aportuguesamento do nome francês Eudes é Eudo .
Apesar da grafia Eudo surgir quer em obras clássicas , quer em teses recentes é possível encontrar-se, por vezes aportuguesamentos, como Odão.
A variante feminina tem a grafia Eudina . O nome Odete será o feminino de Odão.

## Personalidades com este nome
- Eudo, Rei de França
- Eudo I, Duque da Borgonha
- Eudo II, Duque da Borgonha
- Eudo III, Duque da Borgonha
- Eudo IV, Duque da Borgonha
- Eudo de Borgonha, Conde de Nevers
- Eudo I de Blois, Conde de Blois
- Eudo II de Blois, Conde de Blois
- Eudo I de Troyes, Conde de Troyes
- Eudo I de Tolosa, Conde de Tolosa
- Eudo I de Orleães, Conde de Orleães
- Eudo de Orleães, « duque de Angolema» (nascido em 1968), quinto filho do atual « conde de Paris »